# يلانقوز (طوت)
يلانقوز (بالتركية: Yalankoz)‏ هي قرية تتبع إداريّاً لمديرية طوت في محافظة أديامان التركية الواقعة في جنوب شرق الأناضول. وبلغ عدد سكانها 439 نسمة في عام 2021.